# Investec Cup
De Investec Cup (officieel: Chase to the Investec Cup) is een golftoernooi in Zuid-Afrika en maakt deel uit van de Sunshine Tour. Het toernooi werd in 2013 opgericht.

## Regels
Voordat het toernooi begon, moesten de golfers tijdens het seizoen, tussen twee aangeduide toernooien, voldoende punten sprokkelen om te kunnen deelnemen aan dit toernooi. Er wordt ook een kwalificatietoernooi georganiseerd voor dit toernooi, dat een paar dagen voor dit toernooi plaatsvond.
Het toernooi wordt gespeeld in vier ronden. De eerste drie ronden worden gespeeld met 30 golfprofessionals en 30 golfamateurs die samenspelen in een team en de score wordt bepaald met de "Better Ball Stableford".
In de vierde ronde spelen alleen de 30 golfprofessionals en de score wordt bepaald met de "strokeplay". 

### Edities
| Jaar | Toernooien                    | Toernooien                    |
| Jaar | Begin                         | Einde                         |
| ---- | ----------------------------- | ----------------------------- |
| 2013 | BMG Classic 2012              | Telkom PGA Kampioenschap 2013 |
| 2014 | Zimbabwe Open 2013            | Tshwane Open 2014             |
| 2015 | Telkom PGA Kampioenschap 2014 | Tshwane Open 2015             |

## Winnaars
| Jaar | Baan                  | Locatie  | Naam              | Score | Score | Info                             |
| ---- | --------------------- | -------- | ----------------- | ----- | ----- | -------------------------------- |
| 2013 | Lost City Golf Course | Sun City | Jaco Van Zyl po   | 267   | –21   | Won de play-off van Hennie Otto  |
| 2014 | Lost City Golf Course | Sun City | Trevor Fisher Jr. | 272   | –16   | [ 2 ]                            |
| 2015 | Lost City Golf Course | Sun City | Jaco Ahlers po    | 279   | –9    | Won de play-off van Jaco van Zyl |

| Toernooirecord |  | po = winnaar na play-off |